# Марудо
Мару̀до (на италиански: Marudo, на западноломбардски: Marud, Марюд) е село и община в Северна Италия, провинция Лоди, регион Ломбардия. Разположено е на 77 m надморска височина. Населението на общината е 1616 души (към 2012 г.).